# Calligonum tetrapterum
Calligonum tetrapterum är en slideväxtart som beskrevs av Jaub. & Sp.. Calligonum tetrapterum ingår i släktet Calligonum och familjen slideväxter. Inga underarter finns listade i Catalogue of Life.